# 姈子内親王
姈子内親王（れいしないしんのう、文永7年9月19日〈西暦換算1270年10月5日〉- 徳治2年7月24日〈1307年8月22日〉）は、鎌倉時代後期の皇族・歌人。後宇多天皇の後宮、尊称皇后、女院。院号は遊義門院（ゆうぎもんいん）。父は後深草天皇、母は中宮西園寺公子（東二条院）。
和歌に優れ、『新後撰和歌集』以後の勅撰集に計27首が入集している。女房には、二条派の代表的歌人である二条為子（尊治親王 のちの後醍醐天皇 の正妃）や、遊義門院一条局（同側室）らがいた。

## 略歴
文永7年（1270年）9月19日誕生。文永8年（1271年）、内親王宣下。弘安8年（1285年）8月、後二条天皇准母として皇后宮に冊立（尊称皇后。ただし実際は後二条天皇は生後間もなく、立太子もしていないので准母というのは誤りか）。正応4年（1291年）8月、院号宣下により遊義門院となる。永仁2年（1294年）6月頃、後宇多上皇の御所冷泉万里小路殿へ移る。嘉元2年（1304年）1月、生母・東二条院崩御。同年7月、後深草上皇崩御。徳治2年（1307年）7月24日、急病により崩御。2日後、後宇多上皇出家。
『増鏡』によれば、後深草上皇（持明院統）の秘蔵の愛娘であった姈子内親王を後宇多上皇（大覚寺統）が見初め、恋心止みがたくついに盗み出してしまったという。持明院統と大覚寺統は当時朝廷を二分して対立していたため（両統迭立）、これは大事件だったようである。事件の詳細は不明だが、その後上皇は数多い寵妃の中でも姈子内親王を別格の存在としてこの上なく大切に遇したといい、後に彼女の急逝を悼んで葬送の日に出家したことから見ても、上皇が姈子内親王を深く寵愛したのは事実であったらしい。

## 関連作品
後深草院二条による日記文学『とはずがたり』の後半に重要人物として登場。作中では珍しく、雪の曙（西園寺実兼）と並んで好意的に描かれる人物である。
また、吉川英治の小説『私本太平記』には、後宇多上皇と彼女の子とされる恒性親王（大覚宮）が登場する。